# August Friedrich Straßburger
August Friedrich Straßburger (ca. 1721; gest. 15. August 1765) war ein deutscher Baumeister und Architekt des Barock und des Rokoko.
August Friedrich Straßburger wurde vermutlich in Eisenach als Enkel des Sachsen-Gotha-Altenburgischen Oberlandbaumeisters Johann Erhard Straßburger (1675–1754) und Sohn des Sachsen-Meiningischen Baumeisters Johann Nikolaus Straßburger geboren. Seit 1741 stand Straßburger in Eisenachischen Diensten unter Gottfried Heinrich Krohne (1703–1756). Unter ihm hatte er am Schloss in Eisenach mitgearbeitet, das Straßburger nach Krohnes Tod vollendete. Von Straßburger sollen laut Walther Scheidig sich seine Entwürfe für die Schlosskirche am Marktplatz in Eisenach erhalten haben ebenso wie für die Orangerie in der Clemda in Eisenach. Genannt wurde er beim Bau einer 1760 geweihten Kirche in Ilmenau. Straßburger wurde 1750 Bauverwalter und 1757 sachsen-weimarischer Landbaumeister.
Straßburger entwarf den Rokokosaal in Weimar. Der Planungsentwurf dazu stammt aus dem Jahr 1760. Er entwarf damit auch das gesamte Gebäude des sog. Grünen Schlosses. welches Clemens Wenzeslaus Coudray später erweiterte. Der Vorgängerbau war aus dem 16. Jahrhundert. Die Quellenlage zum Architekten der Herzogin-Anna-Amalia-Bibliothek Straßburger ist leider spärlich. Daher ist sein Leben auch nicht erforscht. Nach seinem Tod wurde Johann Gottfried Schlegel sachsen-weimarischer Landbaumeister.